# 尼古拉·列别杰夫
尼古拉·格奥尔基耶维奇·列别杰夫（俄语： 1901年—1992年）苏联军事领导人，第二次世界大战后曾担任苏联在朝鲜半岛的行政机构苏联民政厅军政长官，1941年至1945年为第25集团军军事会议成员，被认为是朝鲜劳动党及朝鲜民主主义人民共和国创始人之一。